# Francesc Panyella i Farreras
Francesc Panyella i Farreras (Vallirana, 1923 - Marsella, 11 de gener de 2022) fou un activista polític i promotor cultural català, que exercí de president del Cercle Català de Marsella durant 40 anys.

## Trajectòria
Nascut a Vallirana l'any 1923, creixé en un entorn de família republicana. El 1936, quan tenia tretze anys, s'incorporà al comitè revolucionari com a mecanògraf. El 1947 es veié obligat a exiliar-se a Marsella, després de ser descobert com a partícip d'un grup de difusió de premsa clandestina antifranquista. Allà es vinculà activament amb les Joventuts Socialistes Unificades (JSU) i assumí tasques de responsabilitat al Partit Socialista Unificat de Catalunya (PSUC), així com realitzà classes com a professor de català. Durant l'estada a la ciutat occitana es casà amb una exiliada catalana del Pla d'Urgell. Aviat es va vincular al Cercle Català de Marsella, del que en 1951 ja en fou secretari i el 1981 n'assumí la presidència. Morí l'11 de gener de 2022 a la ciutat on residí des del seu exili.
L'any 2014, el Govern de la Generalitat de Catalunya li atorgà la Creu de Sant Jordi per considerar que havia contribuït a impulsar i dinamitzar les diverses iniciatives que du a terme una entitat gairebé centenària, en relació continuada amb els casals catalans d'arreu del món.